# Quebrada de Las Damas
Quebrada de Las Damas es un caserío peruano ubicado en el distrito de Morropón, perteneciente a la provincia homónima del departamento de Piura, al norte del Perú. 

## Ubicación
Quebrada de Las Damas se ubica al noroeste de la provincia de Morropón, en el distrito homónimo, en el departamento de Piura.

## Demografía
En 2017 Quebrada de Las Damas tenía una población de 290 habitantes.
| Gráfica de evolución demográfica de Quebrada de Las Damas entre 1993 y 2017 |
|                                                                             |
| Fuentes: Población 1993 y 2017                                              |